# لوکرتسیو روجرو
لوکرتسیو روجرو (ایتالیایی: Lucrezia Ruggiero؛ زادهٔ ۷ ژوئن ۲۰۰۰) شناگر اهل ایتالیا است.
وی در مسابقات کشوری و بین‌المللی در مجموع برندهٔ ۵ مدال طلا، ۵ مدال نقره، ۱ مدال برنز شده‌است.